# هنرنشناسی
هنرنشناسی یا نافرهیختگی (به انگلیسی: philistinism) در زمینه‌های فلسفه و زیبایی‌شناسی به نگرش‌ها، عادات و ویژگی‌های افرادی که هنر و زیبایی، معنویت و روشن‌فکری را زشت می‌شمارند اشاره می‌شود. به عنوان یک اصطلاح تحقیرآمیز، فردی را توصیف می‌کند که تنگ‌نظر و دشمن زندگی اهل دل است که جهان‌بینی مادی و ذائقه او نشان‌دهندهٔ بی‌تفاوتی به ارزش‌های فرهنگی و زیبایی‌شناختی است.
معنای معاصر فیلیستینیسم از انطباق متیو آرنولد شاعر بریتانیایی به انگلیسی از واژه آلمانی Philister گرفته شده‌است همان‌طور که دانشجویان دانشگاهی در روابط متخاصم خود با مردم شهر ینا، آلمان، که در سال ۱۶۸۹ منجر به کشته شدن چندین نفر شد آن را به کار بردند. در مورد شورش، گئورگ هاینریش گوتزه، ناظر کلیسا، کلمه فیلیستر  را در خطبه خود در مورد خصومت‌های طبقات اجتماعی بین دانشجویان و مردم شهر به کار برد.

## تاریخ
در استفاده آلمانی، دانشجویان دانشگاه اصطلاح Philister (Philistine) را برای توصیف فردی که در دانشگاه آموزش ندیده به کار می‌بردند. در زمینه اجتماعی آلمان، این اصطلاح برای مرد (فلیستر) و برای زن (فیلیسترین) را که اهل دانشگاه نبودند، مشخص می‌کرد.
در کاربرد انگلیسی، اصطلاح فیلیستین - فردی متخاصم با گفتمان زیبایی‌شناختی و روشنفکری - در دهه ۱۸۲۰ در بریتانیا رایج بود و برای طبقه متوسط بورژوا و بازرگان دوره ویکتوریا (۱۸۳۷–۱۹۰۱)، به کار می‌رفت.
گوتزه با موعظه ای پند آمیز به موضوع Town and gown پرداخت، «The Philistines Be Upon Thee»، برگرفته از کتاب داوران (فصل ۱۶ ۱۶، سامسون در مقابل فلسطینیان)، تنخ (انجیل عبری)، که در عهد عتیق مسیحی پذیرفته شده‌است.

## موارد استفاده
معانی و معانی اصطلاحات philistinism و philistine افرادی را توصیف می‌کند که با هنر، فرهنگ و زندگی ذهنی دشمنی دارند و در عوض ماده‌باوری اقتصادی و مصرف‌گرایی خودنمایانه را به عنوان فعالیت‌های اصلی بشری ترجیح می‌دهند.
قرن ۱۷
نویسنده و شاعر جاناتان سوییفت (۱۶۶۷–۱۷۴۵)، در حالی که درگیر یک دعوی قضایی بود، به زبان عامیانه زمان خود، یک ضابط خشن را به عنوان فیلیستین، فردی که دشمنی بی رحم محسوب می‌شود، توصیف کرد.
قرن ۱۸
فیلسوف و نویسنده آلمانی یوهان ولفگانگ فون گوته (۱۸۳۲–۱۷۴۹) با این پرسش شخصیت فیلیس را توصیف کرد:
گوته این گونه مردان و زنان را با ذکر این نکته بیشتر توصیف کرد:
در نمایشنامه کمدی آداب ، رقبا (۱۷۷۵)، ریچارد برینزلی شریدان (۱۷۵۱–۱۸۱۶) یک اشراف‌زاده خشن را به عنوان «آن فیلیستینی تشنه خون، سر لوسیوس اوتریگر» معرفی می‌کند.
قرن بیستم
- در رمان Der Ewige Spießer (فیلیستینی ابدی، ۱۹۳۰)، نویسنده اتریشی-مجارستانی، ادون فون هوروات (۱۹۰۱–۱۹۳۸) درشتی فرهنگی انسان فیلیستینی و نگاه محدود او به جهان را مورد تمسخر قرار داد. فیلیستینی نام یک تاجر شکست خورده، فروشنده اتومبیل‌های دست دوم است که آرزوی ثروتمند شدن دارد. برای تحقق بخشیدن به این آرزو، او به دنبال ملاقات با زنی ثروتمند است که از او حمایت می‌کند، و بنابراین سفری ریلی از مونیخ به بارسلون را آغاز می‌کند تا او را در نمایشگاه جهانی جستجو کند.
  - ولادیمیر نابوکوف نویسنده روس (۱۸۹۹–۱۹۷۷) در سخنرانی‌هایی دربارهٔ ادبیات روسی (۱۹۸۱) زن و مرد فیلیستینی را چنین توصیف می‌کند:

- ناباکوف در سخنرانی‌های ادبی (۱۹۸۲)، در صحبت از رمان مادام بوواری (۱۸۵۶)، دربارهٔ همسر بورژوای یک پزشک روستایی، گفت که فیلیستینی در نگرش محتاطانه مرد یا زنی که یک اثر هنری را متهم به زشت بودن می‌کند آشکار می‌شود.